# ОШ „Милан Мијалковић” Јагодина
Основна школа „Милан Мијалковић“ у Јагодини се налази у улици Милунке Савић број 1.
Носи име по истакнутом јагодинском револуционару и народном хероју Милану Мијалковићу (1897—184).

## Историјат
Основана је 1951. под именом „Друга осмолетка у Светозареву“. „Прва смолетка“ је била данашња Основна школа „Рада Миљковић“ и обе школе су радиле у истој згради, у Теслиној улици број 1, где се налази школа „17. октобар“. Ученици школе били су са подручја града и с обзиром да су обе школе биле у центру града, није вршена строга рационализација. Применом закона о обавезном школовању у трајању од 8 година, у школу су почеле да долазе и деца из околних села. Девет година касније, школа се изместила у нови објекат, први наменски школски објекат саграђен у послератном периоду. Због измештања из центра града према јужном делу, издвојено одељење у Буковчу припало је школи „Рада Миљковић“, а од ње је примљено одељење из насеља Ђурђево Брдо. Наредне године из састава школе изузето је одељење из Вољовча, тако да је школа добила своју коначну организациону форму и рејон.

## Опремљеност
Школа има седамнаест учионица, од којих је једна са степеницама за музички кабинет и десет учионица за припрему наставе. Један број учионица је претворен у специјализоване учионице, односно кабинете. Средствима месног самодоприноса грађана Јагодине изграђена је фискултурна сала 1977. са површином од 596,80 квадрата, а у њој је сала за мале спортове (355,20 м²), спаваоница (44,40 м²) и по две свлачионице и наставничке канцеларије. У школском дворишту се налазе рукометно игралиште са трибинама и кошаркашко игралиште. Школа је пронашла донаторе за спортску опрему, а знатна средства су набављена током 2005, а у оквиру школског развојног планирања, како за матичну школу, тако и за издвојено одељење. Објекат школе у насељу Ђурђево Брдо је укупне површине 150,35 квадрата, а састоји се од две учионице, наставничке канцеларије, две просторије за наставна средства, учила и књиге, ходника, просторије за помоћног радника и мокрог чвора.

## Специфичности
Према презентацији школе, постигнути су успеси на разним такмичењима. Нека од њих су учешће на републичком такмичењу које организује Друштво историчара Србије. 2011. и на шаховском турниру „Св. Василије Острошки“, као и награда Завода за јавно здравље Лесковца исте године Ипак, као слабост школе истакнута је руинираност објекта због старости и елементарних непогода.